# مير أباد (تشابهار)
مير أباد (بالفارسية: میرآباد) هي قرية تقع في البلدة المركزية في إيران. يقدر عدد سكانها بـ 36 نسمة بحسب إحصاء 2016.